# Dietrich von Rhemen (Domherr, † nach 1359)
Dietrich von Rhemen (* im 13. Jahrhundert; † im 14. Jahrhundert) war Domherr in Münster.

## Leben
Dietrich von Rhemen entstammte dem westfälischen Adelsgeschlecht Rhemen zu Barensfeld. Seine genaue Herkunft ist nicht überliefert. Er war von 1329 an Kanoniker im Kollegiatstift St. Martini in Münster und findet erstmals am 7. Januar 1343 als Domherr zu Münster urkundliche Erwähnung. Dieses Amt behielt er bis zum Jahre 1359.
1348 war Dietrich im Besitz der Obedienz Borgholzhausen und 1359 erhielt er das Archidiakonat zu Billerbeck.